# George Calil
George Calil (1973) é um ator britânico e é filho do empresário Ely Calil.
Seu papel mais notável foi na minisérie Band of Brothers, onde ele retratou o sargento James H. "Mo" Alley, Jr.
Ele também estrelou o drama da BBC, Holby City, no qual interpretou o traficante e namorado de Sandy. Sandy foi interpretada por Laura Sadler, que era namorada de Calil na vida real. Em junho de 2003, aos 22 anos de idade Sadler morreu após cair da sacada de casa Calil em Londres depois que a dupla havia usado cocaína. Calil foi preso após a morte de Sadler, mas ele acabou liberado sem acusação depois que a polícia confirmou que a morte de Sadler foi um acidente.
Em 2004, Calil estrelou o drama September Tapes, como Don Larson, jornalista americano que viaja para o Afeganistão um ano após o 11/9, em um esforço para saber a verdade sobre a busca de Osama Bin Laden. Também em 2004 ele desempenhou o papel de Pompeu o Grande, no reamake do filme Spartacus de 1960.
Em 2005 ele estrelou em três filmes, Rollin 'with the Nines, Pterodactyl e The Film Maker.